# Strikeforce Challengers: Britt vs. Sayers
Strikeforce Challengers: Britt vs. Sayers foi um evento de artes marciais mistas promovido pelo Strikeforce. O vigésimo episódio do Challengers ocorreu em 18 de novembro de 2011 no Palms Casino Resort em  Las Vegas, Nevada.